# Luigi Bartolucci
Luigi Bartolucci (Roma, 15 agosto 1788 – Tenda, 14 agosto 1859) è stato un patriota italiano del Risorgimento.

## Biografia
Figlio di Vincenzo Bartolucci, insigne giurista, primo presidente della Corte di Appello di Roma sotto Napoleone e poi fautore della riforma dei codici dello Stato pontificio sul modello di quelli francesi sotto Pio VII. Trascorse la giovinezza a Cantiano, paese d'origine della famiglia. A diciassette anni entrò nell'esercito francese, dove raggiunse il grado di tenente di cavalleria. Partecipò quindi alla campagna di Russia, entrando nello Stato Maggiore e diventando aiutante di campo di Gioacchino Murat, re di Napoli, che assunse il comando di tutta la Grande Armée dopo la partenza di Napoleone; il suo valore gli valse la croce della Legion d'onore, quella dell'Ordine costantiniano e la promozione a capitano. Nel corso della ritirata fu fatto prigioniero dai Russi, riottenendo la libertà nel 1814. Con la restaurazione papale negli Stati Romani divenne capitano dei carabinieri pontifici, ma nel 1816 fu radiato dal corpo per aver sostenuto un duello. Nel 1819 fu arrestato per sedizione politica e preferì allontanarsi dall'Italia.
Nel 1823 si trovava nell'Impero Qajar come colonnello dell'esercito persiano, ma dopo pochi mesi preferì rientrare in Italia.  Insediatosi a Cantiano, ricominciò a mostrarsi attivo cospiratore, e le autorità pontificie continuarono a sospettare di lui e a tenerlo d'occhio: fu così arrestato a Roma nel 1831, nel 1833 a Perugia e infine nel 1837 ancora a Roma. Condannato a ventun anni di prigione, poté però mutare la pena nell'esilio, trasferendosi in Francia. Gli fu permesso di rientrare in Italia nel 1846, in seguito all'amnistia concessa dal nuovo papa Pio IX e nel 1848 poté quindi prendere parte, con le divisioni pontificie guidate da Durando e Ferrari, alla Prima guerra d'indipendenza.
Le divisioni dello Stato Romano operarono in Veneto. Bartolucci era stato posto a comando della guarnigione di Padova, quando gli giunse la notizia della disastrosa battaglia di Vicenza del 10 giugno, in cui l'esercito imperiale aveva disfatto le divisioni papali.
Deciso comunque a difendere Padova,  inviò due ufficiali da Guglielmo Pepe (che aveva continuato a comandare il corpo di spedizione napoletano anche dopo che Ferdinando II aveva dichiarato la sua contrarietà a tale guerra rivoluzionaria) a Rovigo, per chiedergli di raggiungerlo e di mettersi a capo della resistenza. Ma il generale napoletano obiettò che sarebbe stato meglio difendere Venezia, sede della proclamata Repubblica di San Marco. Bartolucci quindi abbandonò ordinatamente Padova con i suoi uomini.
Il 9 febbraio 1849 a Roma venne dichiarato decaduto il potere temporale pontificio sugli Stati Romani e proclamata la repubblica. Il collegio di Urbino e Pesaro aveva eletto come suo rappresentante all'Assemblea costituente Bartolucci, che pochi mesi dopo fu nominato generale di divisione. Al comando della cavalleria partecipò, a fianco del suo amico Garibaldi, alle battaglie di Palestrina e di Velletri contro le truppe napoletane. 
Durante l'assedio di Roma da parte dei francesi guidati da Oudinot gli fu affidata la difesa della cinta sulla sponda sinistra del Tevere. A differenza di Mazzini che propugnava la resistenza a oltranza contro la coalizione franco-austro-ispano-napoletana, il 30 giugno Bartolucci dichiarò invece all'Assemblea costituente di ritenere ormai impossibile ogni ulteriore resistenza e che seguire il piano di Mazzini avrebbe soltanto comportato un olocausto inutile. Caduta la Repubblica romana all'inizio di luglio, Bartolucci riprese la via dell'esilio. Si trasferì prima in Inghilterra, poi tornò in Italia, a Nizza, dove lo Stato sabaudo si stava dimostrando fautore della causa nazionale. Era appena tornato in Italia dopo l'armistizio di Villafranca quando morì.